# Tóhát
Tóhát (románul: Tăure) falu Romániában, Erdélyben, Beszterce-Naszód megyében.

## Fekvése
Besztercétől északnyugatra, Somkerék és Szásztörpény közt fekvő település.

## Története
Tóhát nevét 1553-ban említette először oklevél Thohat néven, mint a Somkeréki Erdélyiek birtokát.
További névváltozatai: 1733-ban Taur, 1760-1762 között Tohát, 1808-ban Tóhát, Turin, 1913-ban Tóhát.
A trianoni békeszerződés előtt Beszterce-Naszód vármegye Naszódi járásához tartozott.
1910-ben 772 lakosából 766 román volt. Ebből 766  görögkatolikus volt.

## Források

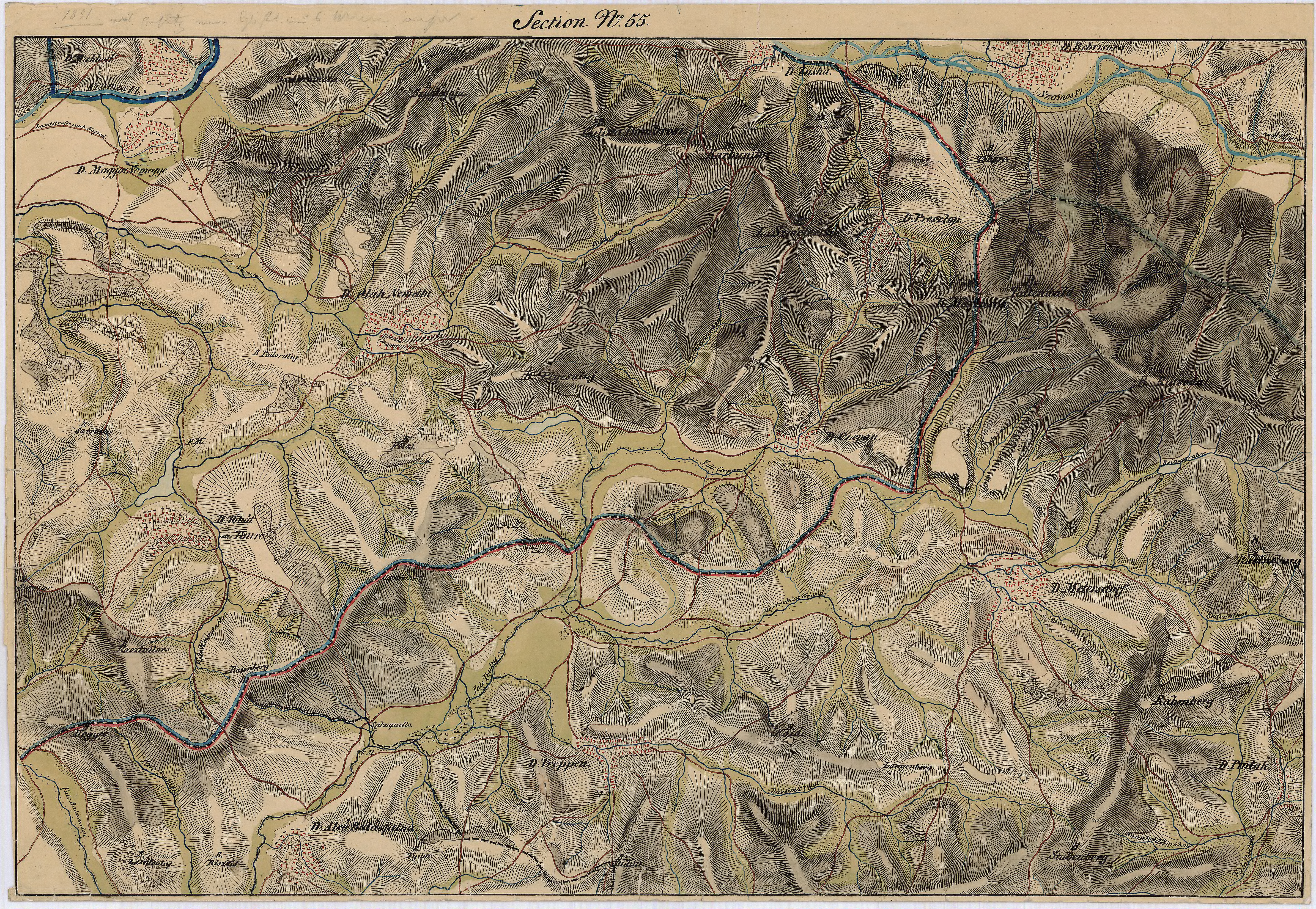
Tóhát és környéke egy régi térképen